# 무카이 코지
무카이 코지(일본어: 向井康二, 1994년 6월 21일~)는 일본의 아이돌이다. 오사카부 출신. STARTO ENTERTAINMENT 소속. Snow Man의 멤버.

## 내력
2006년 10월 8일, 쟈니즈사무소에 입소.
2006년 같은날 사무소에 입소한 형인 무카이 타츠로와 함께, 무에타이 무카이 브라더즈를 결성.
2009년 칸사이쟈니즈Jr.의 멤버 아사다 준야, 코쟈 나이루, 카네우치 토마, 키타다 카즈야와 함께 ShadowWEST를 결성.
2012년 카네우치 토마와 함께 Kin Kan을 결성. 처음에는 카네우치와 2명의 유닛으로 결성되었으나, 오사카 쇼치쿠좌에서 행해진 무대 쇼넨타치에서 2012년 8월 4일 히라노 쇼의 가입이 결정. 3인조 유닛이 되었다.
칸사이쟈니즈Jr.와 쇼치쿠좌의 코라보 영화 전편에 출연하였으며, 전편 모두 출연한 칸사이쟈니즈Jr.는 무카이 뿐이다.

## 출연

### 드라마
- DRAMATIC-J 리버사이드 입구 『DRAMATIC-J リバーサイド入口』 (2008년 6월 30일, 칸사이테레비) - 히라타 아몬챠이 역
- 누구도 모르는 J학원 학교의 계단 『誰も知らないJ学園 学校の階段』 (2010년 4월 28일, 칸사이테레비) - 무카이역
- 누구도 모르는 J학원 졸업~조난당한 시청각실 『誰も知らないJ学園 卒業〜遭難する視聴覚室〜』 (2010년 7월 7일, 칸사이테레비) - 코스케 역
- 우리들의 탐정이야기 『僕たちの探偵物語』 (칸사이테레비) - 야마시타 코지 역
- 아이동반신베에2 『子連れ信兵衛2』 (2016년 12월 16일, NHK BS프리미엄) - 6화 게스트, 텟페이 역

### 영화
- 료페스! ~마지막 불가사의~ 『寮フェス! 〜最後の七不思議〜』 (2012년, 쇼치쿠) 코니시 무츠오 역
- 칸사이쟈니즈Jr.의 교토우즈마사행진곡 『関西ジャニーズJr.の京都太秦行進曲!』 (2013년, 쇼치쿠) 토다 카츠야 역
- 닌쟈니등장! 미래에의 싸움 『忍ジャニ参上! 未来への戦い』 (2014년, 쇼치쿠) 서쪽의 닌자 키스케역[1]
- 칸사이쟈니즈Jr.의 노리자♪드림스테이지! 『関西ジャニーズJr.の目指せ♪ドリームステージ！』 (2016년 4월 16일, 쇼치쿠) - 코야나기 쇼키치 역[2]
- 칸사이 쟈니즈 Jr.의 오와라이스타 탄생! 『関西ジャニーズJr.のお笑いスター誕生！』 (2017년 8월 26일, 쇼치쿠) - 모미노 시게노부 역

### 버라이어티
- 마이도쟈니 (まいど!ジャーニィ〜)（2012년 10월 3일 ~ , BS후지）
- 아호야넹! 스키야넹! (あほやねん!すきやねん!) (2012년 4월 ~2013년 3월, NHK) 금요레귤러
- 매주 응원 네비☆ 아호야넹! 스키야넹! (週末応援ナビ☆あほやねん!すきやねん!) (2013년 4월 ~2015년 3월, NHK)
- 학교재발견버라이어티 아호야넹! 스키야넹! (学校再発見バラエティー あほやねん! すきやねん!) (2015년 4월~ 2016년 3월, NHK)
- 지모티 애정맵, 민나스키야넹! (じもてぃ愛情マップ　みんな すきやねん！) (2016년 4월 10일 ~ 2017년 4월 2일, NHK)
- 마치켄 산죠! ~당신의 거리의 재미있는 검정~ (まちけん参上！～あなたの街のおもしろ検定～) (2017년 4월 9일 ~ , NHK)

### 무대
- 소년들 창살없는 감옥 (2012년 8월 4일 ~ 8월 27일, 쇼치쿠좌)
- ANOTHER（2013년 8월 3일 ~ 8일 27일, 쇼치쿠좌）
- 소년들 세계의 꿈이・・・ 전쟁을 모르는 아이들（2015년 8월 2일 ~ 8월 26일, 쇼치쿠좌 / 9월 4일 ~ 9월 28일, 닛세이극장)
- ANOTHER & Summer Show（2016년 8월 2일 ~ 8월 26일, 쇼치쿠좌)
- JOHNNYS' Future WORLD (2016 9월 , 하카타좌 / 2016년 10월 8일 ~ 10월 25일, 우메다예술극장)
- 동(SixTONES)×서(칸사이쟈니즈Jr.) SHOW합전（2017년 2월 18일 ~ 26일, 신바시연무장)

### 콘서트
- 칸사이쟈니즈Jr. 『X'mas 콘서트 2011』（2011년 12일 3일 ~ 12월 25일, 오사카 쇼치쿠좌）
- 칸사이쟈니즈Jr. 『봄방학스페셜콘서트 2012』（2012년 3일 24일 ~ 4월 5일, 오사카 쇼치쿠좌）
- 칸사이쟈니즈Jr. 『X'mas 콘서트 2012』（2012년 12월 2일 ~ 12월 25일, 오사카 쇼치쿠좌）
- 칸사이쟈니즈Jr. 『봄방학스페셜콘서트 2013』（2013년 3월 5일 ~ 3월 27일, 오사카 쇼치쿠좌）
- 칸사이쟈니즈Jr. 『X'mas 콘서트 2013』（2013년 12월 1일 ~ 12월 25일, 오사카 쇼치쿠좌）출연은 12/1,24,25 스페셜버전과 12/13~16 Kin Kan & 나니와오지
- 칸사이쟈니즈Jr. 『봄방학스페셜콘서트 2014』（2014년 3월 1일 ~ 3월 25일, 오사카 쇼치쿠좌）
- 칸사이쟈니즈Jr. 『X'mas Show 2014』（2014년 11월 30일 ~ 12월 25일, 오사카 쇼치쿠좌）
- 칸사이쟈니즈Jr. 『봄방학스페셜 show 2015』（2015년 3월 21일 - 3월 31일, 오사카 쇼치쿠좌）
- 칸사이쟈니즈Jr. 『X'mas Show 2015』（2015년 11월 29일 ~ 12월 25일, 오사카 쇼치쿠좌）
- 칸사이쟈니즈Jr. 『봄방학스페셜 show 2016』（2016년 3월 31일 - 4월 11일, 오사카 쇼치쿠좌）
- 칸사이쟈니즈Jr. 『X'mas Show 2016』（2016년 11월 30일 ~ 12월 25일, 오사카 쇼치쿠좌）
- 칸사이쟈니즈Jr. 『칸사이쟈니즈Jr. 봄의 SHOW합전』（2017년 3월 4일 ~ 3월 28일, 오사카 쇼치쿠좌）
- 칸사이쟈니즈Jr. 『X'mas Show 2017』（2017년 12월 1일 ~ 12월 25일, 오사카 쇼치쿠좌）